# Furina tristis
Furina tristis — вид отруйних змій родини аспідових (Elapidae). Мешкає в Австралії та на Новій Гвінеї.

## Поширення і екологія
Furina tristis мешкають на півострові Кейп-Йорк в штаті Квінсленд та на островах Торресової протоки, спостерігалися на півдні Нової Гвінеї. Вони живуть в тропічних лісах, в саванах і рідколіссях, на луках, трапляються на плантаціях і в садах, на висоті до 650 м над рівнем моря. Живляться сцинками з роду Sphenomorphus та іншими плазунами. Відкладають яйця, в кладці 6 яєць.